# Халина Конопацка
Халѝна Конопа̀цка (на полски: Halina Konopacka), с истинско име Леона̀рда Кажимѐра Конопацка-Матушевска-Шчербинска (Leonarda Kazimiera Konopacka-Matuszewska-Szczerbińska), е полска лекоатлетка, олимпийска шампионка в дисциплината хвърляне на диск (1928), поетеса, художничка, първата полякиня златна медалистка от олимпийски игри, седемкратна световна рекордьорка в хвърляне на диск и тласкане на гюле.

## Биография
Леонарда Кажимера Конопацка е родена на 26 февруари 1900 година в град Рава Мазовецка, в семейството на Марианна (с родово име Рашкевич) и Якуб Конопацки. Впоследствие семейството се мести във Варшава, където Халина израства. В семейството ѝ спортът се радва на голям интерес, което я стимулира още в детска възраст да спортува.
Професионално започва да се занимава със спорт след завършване на гимназия. През 1924 година завършва ски курс в Татрите. По време на тренировка във варшавския парк „Агрикола“ е забелязана от треньора на полските лекоатлети Морис Баке. Той я насочва към дисциплината хвърляне на диск.
Придобива международна популярност през 1926 година, когато на Вторите световни женски игри печели златен и бронзов медал в дисциплините хвърляне на диск и хвърляне на гюле с две ръце. 2 години по-късно печели златен медал със световен рекорд (39,62 м) в хвърлянето на диск на летните олимпийските игри в Амстердам. Същата година се омъжва за дипломата и политик Игнаци Матушевски. Затвърждава световната си хегемония в хвърлянето на диск през 1930 година, когато на Световните женски игри отново печели златния медал. През 1931 година се отказва от активен спорт.
В следващите години е ръководител на спортното списание „Старт“ (1935 – 1936) и е член на техническата комисия и управителния орган на Международната спортна федерация на жените.
Освен спортен талант Халина Конопацка притежава и поетични дарби. Нейни стихотворения са публикувани в „Швят“, Скамандер“, „Вядомошчи“. През 1929 година е издадена стихосбирката „Някой ден“ (Któregoś dnia).
След избухването на Втората световна война участва в транспортирането на златото от Полската национална банка във Франция. През 1941 година се установява със съпруга си в Ню Йорк. След смъртта му (1946) се омъжва за Йежи Шчербински (1949). Неговата смърт (1959) я подтиква да се премести във Флорида, където се отдава на рисуване. Творбите си подписва с псевдинима Хелен Джордж.
Халина Конопацка умира във Флорида на 28 януари 1989 година. Половин година по-късно тленните ѝ останки са пренесени в Полша и са препогребани на Брудновското гробище във Варшава.